# كارلوس خورادو
كارلوس خورادو (بالإسبانية: Carlos Jurado)‏ (7 يونيو 1947 في الأوروغواي - 8 ديسمبر 2023) هو مدرب كرة قدم ولاعب كرة قدم أوروغواني في مركز الدفاع. شارك مع منتخب الأوروغواي لكرة القدم. أما مع النوادي، فقد لعب مع الجامعي دي بيرو وبنيارول وريال بيتيس وبايساندو بيلافيستا ‏ وأتلتيكو غراو ‏ وخوفا اسبانيول وأوريهويلا ديبورتيفا ‏ وبورفينير ميرافلوريس ‏.

## وصلات خارجية
- كارلوس خورادو على موقع قاعدة بيانات كرة القدم.إي يو (الإنجليزية)